# Иорданова, Иорданка-Родика Георгиевна
Иорданка-Родика Георгиевна Иорданова (рум. Iordanca-Rodica Iordanov; род. 11 марта 1976) — молдавский государственный и политический деятель. Министр окружающей среды Республики Молдова с 16 ноября 2022 по 13 марта 2024 года.
Доктор юридических наук (2007).

## Биография
Родилась 3 ноября 1976 года.
Окончила факультет политологии и международного права Колледжа Ютики Сиракузского университета (ныне Университет Ютики) в городе Ютика в штате Нью-Йорк, получила степень бакалавра права в 1998 году. В 1999 году прошла программу стажировки для молодых преподавателей в Маастрихтском университете. В 2000—2001 гг. училась в магистратуре юридического факультета Молдавского государственного университета в Кишинёве. В 2002—2007 гг. училась в докторантуре Института истории, государства и права Академии наук Молдавии, в 2007 году получила степень доктора юридических наук по специализации экологическое право.
С 1998 года преподаёт на кафедре публичного права юридического факультета Молдавского государственного университета.
В 2001—2004 и 2005—2012 гг. — координатор офиса в Республике Молдова организации Milieukontakt international (MKI). В 2004 году была руководителем проекта в независимой международной организации Региональный экологический центр для Центральной и Восточной Европы (Regional Environmental Center for Central and Eastern Europe, REC) в Будапеште. В 2013—2021 гг. — исполнительный директор общественного объединения «ЭкоКонтакт».
В 2021 году назначена государственным секретарём Министерства окружающей среды Республики Молдова.
После отставки министра окружающей среды Юлианы Кантараджиу, назначена на её должность.
13 марта 2024 года подала в отставку с поста министра окружающей среды Республики Молдова.
Владеет румынским, английским и русским языками.